# 中国工业经济联合会
中国工业经济联合会，简称中国工经联，是中华人民共和国工业行业协会组成的全国性社会团体，由国务院国有资产监督管理委员会主管。